# Epimeria longispinosa
Epimeria longispinosa är en kräftdjursart som beskrevs av K. H. Barnard 1916. Epimeria longispinosa ingår i släktet Epimeria och familjen Epimeriidae. Inga underarter finns listade i Catalogue of Life.